# 브레먀
브레먀(러시아어: Вре́мя)는 러시아의 페르비 카날에서 매일 저녁 9시(모스크바, 상트페테르부르크 시간대)에 방송하는 뉴스 프로그램이다. "브레먀"는 러시아어로 시간을 뜻한다. 일요일에는 보스크레스노에 브레먀(러시아어: Воскресное Время)라는 이름으로 방송하고 있다.
첫 방영은 소련의 소련 중앙 텔레비전 제1방송에서 1968년 1월 1일에 시작되었다. 1974년부터는 컬러 방송을 하였다. 소련 방송 당시에는 소련 소속의 각 공화국의 방송국에서도 동시에 방송되었다. 이후 1991년 보수파의 쿠데타 미수사건 이후 종영하다가 1994년부터 페르비 카날(당시 러시아 공영 텔레비전, ОРТ(ORT))에서 다시 방송되고 있다.

## 보도 내용
소련 시절에는 소련 공산당 및 서기장 관련 소식을 가장 먼저 보도하였으며, 반정부적인 내용은 절대 방송하지 않았다. 승리의 날 등의 군사 퍼레이드나 소련 공산당 전당대회 행사 등의 특별한 일이 있을 때에는 방송 시간이 더 길어지기도 하였다. 러시아 이후에는 이러한 보도 편성이 줄어들었으나 페르비 카날이 정부가 대부분의 지분을 가지는 덕분에 여전히 친정부적인 방송을 보내는 경우가 많다.

## 방송 시간
브레먀의 방송 시간은 오후 9시이며, 약 30분간 방송된다. 러시아는 총 11개의 시간대를 가지고 있으며, 러시아의 방송 프로그램들은 해당 시간대에 맞춰서 동부에서부터 서부까지 차례대로 방송한다. 방송 제작은 UTC+3, 5, 7, 9, 11 시간대의 오후 9시대에 총 5번을 제작하며 이 시간대에는 생방송으로 진행된다. 그 외의 시간대에는 그 전의 시간대에 방송되었던 것을 재방송으로 보여준다. 이 특성으로 인해 각 시간대의 방송의 뉴스 내용이 차이가 있으며, 특히 동부 끝의 방송과 서부 끝의 방송은 많은 차이를 보이기도 한다.

## 그 외
- 이 방송의 여는 곡은 1965년 게오르기 스비리도프(Георгий Свиридов)가 작곡한 "시간이여, 전진하라!"(Время, вперёд!)의 일부이며, 1986년 이후부터 쓰이고 있다. 1980년대 초중반에는 글린카의 곡을 사용하였다.
- 보스크레스노에 브레먀(Воскресное Время)는 1980년대부터 방송을 시작한 브레먀의 일요일 버전으로, 일요일 오후 9시에 약 1시간 ~ 1시간 30분 동안 방송된다. "보스크레스노에"는 일요일을 뜻한다.
- 소련 시절에는 남자 앵커 1명과 여자 앵커 1명의 총 2명으로 구성되었으나, 1994년 다시 방송되는 이후는 앵커 1명만 진행한다. 앵커는 월~토요일 담당 앵커 4명과 일요일판인 담당 앵커 1명으로 구성되며, 월~토요일 각 담당 앵커들은 일주일 마다 교대를 하여 진행한다.

## 진행 앵커
(러시아 연방 시대의 1994년 방송 이후를 기준으로 작성하였다.)
- 평일 및 토요일
  - 이고르 비쿠홀레프(ru:Игорь Выхухолев) (1994년~2003년)
  - 넬리 페트코바(ru:Нелли Петкова) (1994년~1996년)
  - 이고르 그미자(ru:Игорь Гмыза) (1995년~1999년)
  - 아리나 샤라포바(ru:Арина Шарапова) (1996년~1998년)
  - 세르게이 도렌코(ru:Сергей Доренко) (1997년~1999년)
  - 키릴 클레이묘노프(ru:Кирилл Клеймёнов) (1998년~2005년)
  - 잔나 아갈라코바(ru:Жанна Агалакова) (1998년~2007년)
  - 올가 코코레키나(ru:Ольга Кокорекина) (2007년~2008년)
  - 페테르 마르첸코(ru:Пётр Марченко) (2003~2005년)
  - 예카테리나 안드레예바(ru:Екатерина Андреева) (1995년~현재)
  - 비탈리 옐리세예프(ru:Виталий Елисеев) (2007년~현재)
  - 드미트리 보리소프(ru:Дмитрий Борисов) (2011년~현재)
  - 안나 파블로바(ru:Анна Павлова) (2009년~2015년)
- 일요일 (Воскресное Время)
  - 페테르 마르첸코(ru:Пётр Марченко) (2003년~2005년)
  - 안드레 바투린(ru:Андрей Батурин) (2003년~2005년)
  - 페테르 톨스토이(ru:Пётр Толстой) (2005년~2012년)
  - 이라다 제이날로바(ru:Ирада Зейналова) (2012년~2016년)

## 같이 보기
- 소련
- 페르비 카날